# Сарья (приток Лавы)
Сарья (Сара, Саря) — река в России, протекает в Кировском районе Ленинградской области. Устье реки находится в 8,5 км по правому берегу реки Лавы. Длина — 23 км, площадь водосборного бассейна — 261 км².

## География
Сарья берёт своё начало в Падринском болоте в урочище Липовый Остров, южнее станции Войбокало и течёт на север. За посёлком Шум и железнодорожной линией Мга-Волховстрой уходит в овраг. За оврагом по правому берегу деревня Пиргора, далее река Сарья поворачивает на северо-запад. В 8 км от устья, по левому берегу впадает река Тящевка, по правому берегу — река Гаричи. Ниже по течению по левому берегу деревня Дусьево. В деревне Колосарь по правому берегу впадает река Ютика. За устьем Ютики Сарья резко поворачивает на юго-запад и через 3 км впадает в Лаву.

## История
Впервые упоминается в Переписной окладной книге за 1500 год как речка Сасари. Название (иногда Шуари) переводится с финно-угорских языков как остров.
Некогда частично была судоходной, но со временем обмелела.
По Сарье получило название село Сари (ныне Шум).

## Данные водного реестра
По данным государственного водного реестра России относится к Балтийскому бассейновому округу, водохозяйственный участок реки — Водные объекты бассейна оз. Ладожское без рр. Волхов, Свирь и Сясь, речной подбассейн реки — Нева и реки бассейна Ладожского озера (без подбассейна Свирь и Волхов, российская часть бассейнов). Относится к речному бассейну реки Нева (включая бассейны рек Онежского и Ладожского озера).
Код объекта в государственном водном реестре — 01040300212102000025225.